# Andrena orthocarpi
Andrena orthocarpi är en biart som beskrevs av Cockerell 1936. Andrena orthocarpi ingår i släktet sandbin, och familjen grävbin. Inga underarter finns listade i Catalogue of Life.